# Museo dell'Alhambra
Il museo dell'Alhambra (in precedenza Museo Nacional de Arte Hispanomusulmán) si trova nella città di Granada, ubicato nell'ala sud del piano inferiore del Palazzo di Carlo V nell'Alhambra. Ospita oggetti, libri e reperti archeologici e architettonici dell'arte ispano-musulmana datati dalla metà del dell'VIII secolo fino agli ultimi anni dell'arte nasride, frutto di scavi fatti nella città di Granada e di donazioni. Consta di sette sale dove gli oggetti sono distribuiti in ordine tematico e cronologico.
Il museo archeologico dell'Alhambra venne creato nel 1940, e nel 1962 venne denominato Museo Nacional de Arte Hispanomusulmán, dipendente dal Ministero della Cultura, e dal 1994 è inserito nel Patronato dell'Alhambra e del Generalife, con il nome di museo dell'Alhambra.

## Storia

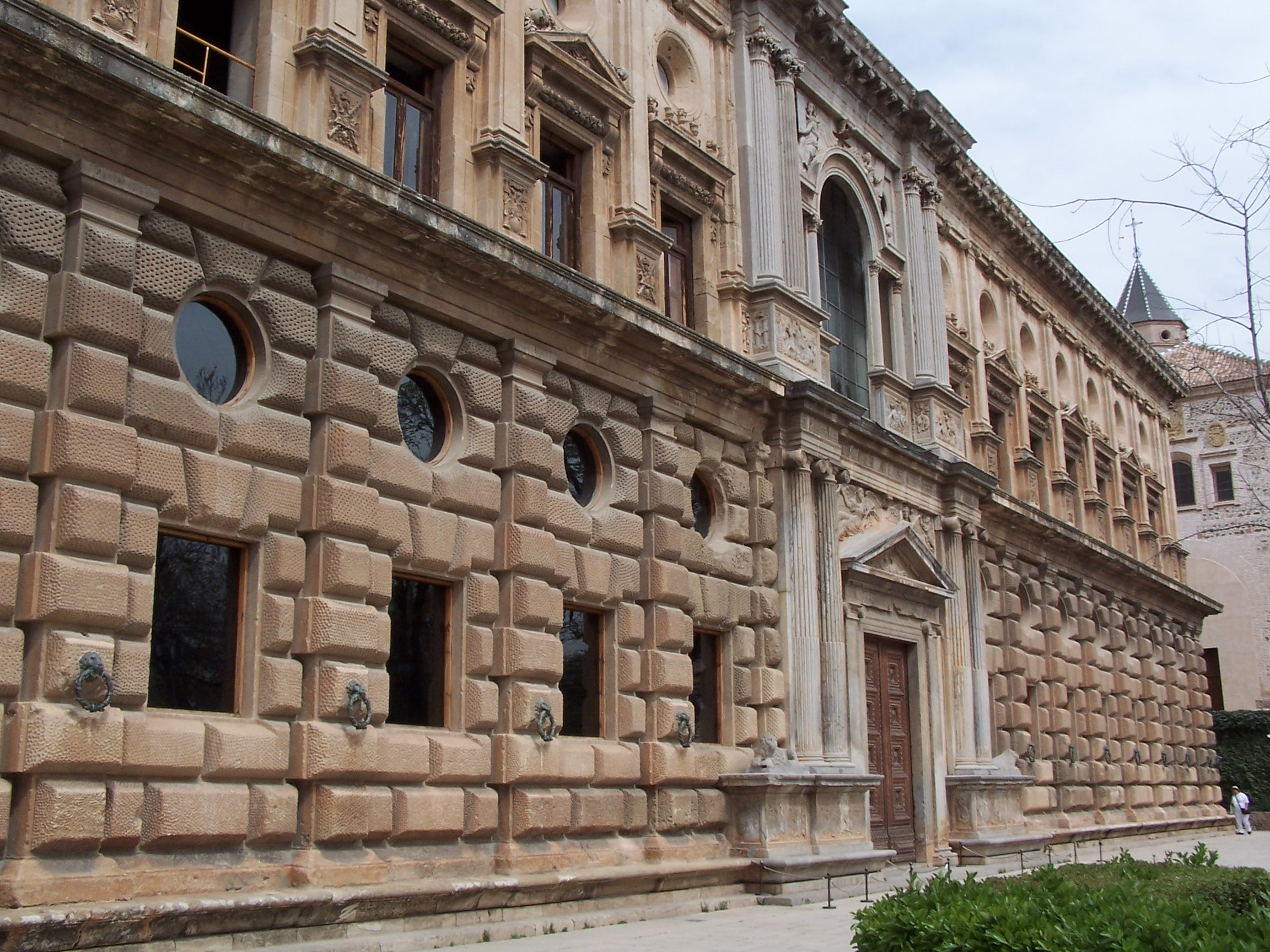
Palazzo di Carlo V, facciata del palazzo che ospita il museo dell'Alhambra.

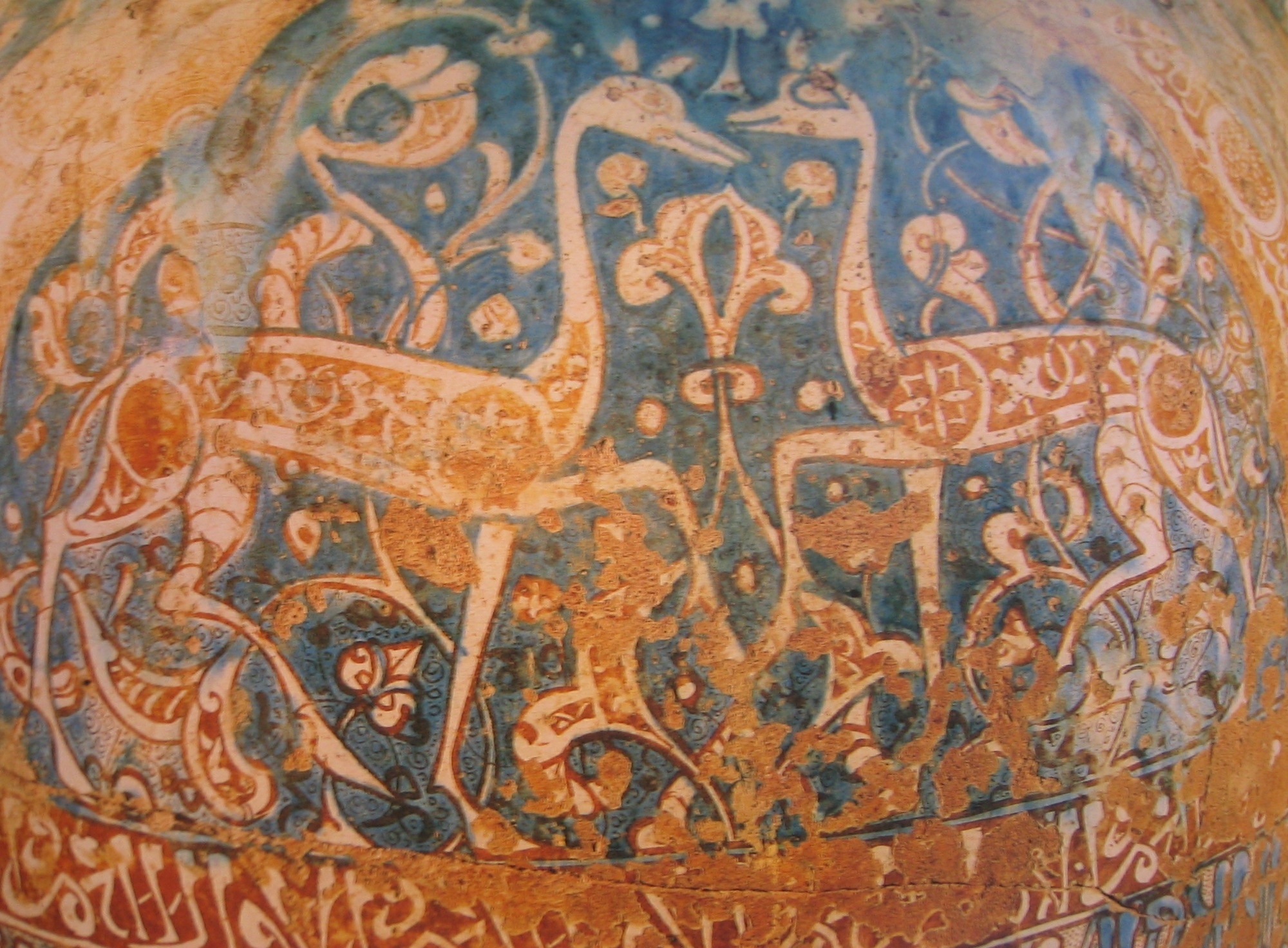
Dettaglio del Vaso delle Gacelas.

Alla metà del XIX secolo si andarono raccogliendo e catalogando diversi pezzi che si trovavano sparsi in diversi luoghi dell'Alhambra, con l'intenzione di creare un museo con una collezione permanente. La Commissione Provinciale dei Monumenti, creata nel 1870, realizzò un'esaustiva classificazione dei fondi immagazzinati, sotto la guida di Rafael Contreras.
Tre anni dopo l'elenco degli oggetti era stato completato e venne allestito il Museo di Antichità dell'Alhambra, con oggetti distribuiti nel palazzo di Carlo V e in altre zone dell'Alhambra (Palazzo dei Leoni e Salón de le Comares). L'interesse per questo museo venne manifestato attraverso alcuni decreti promulgati nel 1905 e 1916 al fine di normalizzare e regolamentare l'istituto.
Nel 1962 questo museo di arte araba entrò a far parte della corporazione dei Musei Nazionali di Spagna, con il nome di Museo Nazionale di Arte Hispanomusulmana, sotto il controllo del Ministero della Cultura. Aveva già fondi provenienti dal museo archeologico provinciale di Granada e dal museo archeologico dell'Alhambra. Dal 1994 è incorporato nel Patronato dell'Alhambra e Generalife cambiando un'altra volta di nome: Museo dell'Alhambra. Fu allora che si decise di allestirlone in una sede definitiva nell'ala sud del piano terra del palazzo di Carlo V nell'Alhambra.

## L'edificio
Il museo si trova ubicato nel palazzo di Carlo V, un edificio rinascimentale, fatto costruire dall'imperatore con l'intenzione di farne una delle sue dimore. L'architetto fu Pedro Machuca che lo progettò seguendo le ultime novità artistiche dell'Italia. Ma la sua costruzione fu molto lenta e alla morte di Machuca, nel 1550, ancora non era stata conclusa e venne continuata da suo figlio, Luis Machuca, ma di nuovo venne sospesa a seguito della rivolta dei moriscos. Dopo questa parentesi i lavori ripresero nel 1619 e vennero nuovamente abbandonati nel 1637, e il palazzo rimase senza tetto. Il deterioramento fu evidente fino 1923 quando si avviò un restauro con l'idea di recuperare il palazzo per impiegarlo a sede mussale e per ospitare il Patronato e la Biblioteca dell'Alhambra.
Nel piano superiore dell'edificio si trova un altro museo indipendente, il Museo di belle arti di Granada.

## Collezioni
Le sale del museo sono ordinate cronologicamente e per argomento. Mostrano la collezione di oggetti trovati in scavi dell'Alhambra e della città di Granada. Le collezioni sono state ampliate con donazioni e acquisizioni. Espone una grande varietà di oggetti: religiosi, scientifici, ornamentali, domestici e di arredo. Ci sono oggetti autoctoni della penisola e altri provenienti dall'Oriente.
Le sale sono le seguenti:
- Sala I: la fede, la scienza e l'economia. La sala I è dedicata agli oggetti religiosi, legati alla scienza e all'economia. Sono esposti due esemplari del Corano di un certo valore, sia artistico che storico. Nel settore delle scienze si trova una meridiana solare orizzontale che era utilizzata per calcolare le ore. È presente anche una discreta collezione di monete.

- Sala II: arte degli emiri e califfi. La sala II è dedicata al periodo tra l'Emirato e il Califfato, dall'VIII al X secolo. Il Califfato realizzò il massimo splendore dell'arte e della cultura. Uno dei pezzi più rilevanti di questa sala è un recipiente per le abluzioni nel quale si può osservare una tecnica molto avanzata.

- Sala III: dall'arte califfale nasride. La sala III comprende oggetti del periodo che va dall'epoca califfale al dominio nasride, dal X al XIII secolo. Gli oggetti più importanti relativi a questo periodo sono, il recipiente per le abluzioni di Almanzor, elementi vari di architettura e ceramica e pezzi di bronzo, come un braciere, un mortaio con pestello e tanti altri oggetti di uso domestico.

- Sala IV: è legata all'arte nasride. Si tratta di oggetti che provengono da edifici della città di Granada, della stessa epoca nella quale venne costruita l'Alhambra. Sono esposti oggetti in legno con ornamenti moczarabici, della "Casa del Chapiz".[8][9] In quest'epoca il sultano nasride era proprietario di una serie di immobili destinati alla vita pubblica, come moschee, madrase e ospedali. Nel museo è esposta la lapide di fondazione (1365-1367) dell'ospedale costruito ai piedi dell'Albayzín durante il regno di Muhammad V. È un pezzo di marmo bianco a forma di ferro di cavallo. Dello stesso edificio sono presenti due leoni che adornavano il cortile centrale.

- Sala V: arte nasride. L'Alhambra e l'architettura. La sala V è anch'essa dedicata all'arte nasride. In questa sala sono esposti gli oggetti di arte, carpenteria, ceramica e arredo provenienti dal recinto dell'Alhambra. Tutto è stato realizzato con tecniche molto perfezionate. Uno degli oggetti più famosi è il cosiddetto Jarrón de las Gacelas, capolavoro della ceramica nasride. Nella parte centrale c'è il disegno di alcuni animali che potrebbero essere "gazzelle" (da cui il suo nome "gacelas=gazzelle"). Il resto ha decorazione vegetale e geometrica; la striscia che circonda il vaso ha decorazione epigrafica con i versi di un poema.

- Sala VI: arte nasride. L'Alhambra, cultura materiale. Anche questa sala è dedicata all'arte nasride, specialmente dell'Alhambra. Qui sono esposti arredi, resti architettonici e lapidi sepolcrali. L'oggetto che più attira l'attenzione è una riproduzione della lampada di Mohamed III composta da due serie di braccia da dove escono i bicchieri di cristallo che forniscono l'illuminazione. Esistono anche copie di vasellame del palazzo e alcuni altri strumenti.

- Sala VII: arte nasride. L'Alhambra, cultura materiale. Questa è una continuazione dell'arte nasride della sala precedente, che presenta la vita quotidiana nel palazzo. C'è una collezione di giocattoli che dà idea delle preferenze dei bambini dell'epoca; ci sono piccoli vasi a imitazione del corredo usato dagli adulti, animali in miniatura e fischietti. Questi giocattoli venivano regalati in occasione della festa dell'Anno nuovo islamico o in altre festività particolari. Sono presenti anche resti di pannelli di intonaco, alcuni cassettoni e vasellame giornaliero di fattura più rustica.